# Ben Turbett
Pour les articles homonymes, voir Turbett.
Ben Turbett (1874-1936) est un acteur et réalisateur américain, actif pendant la période du muet.

## Filmographie partielle

### Acteur
- 1914 : The Blue Coyote Cherry Crop d'Ashley Miller
- 1915 : The Working of a Miracle d'Ashley Miller
- 1915 : The Corporal's Daughter de Will Louis
- 1915 : The Broken Word de Frank McGlynn Sr.

### Réalisateur
- 1915 : The Voice of the Violin
- 1916 : When Love Is King (en)
- 1917 : The Last Sentence
- 1917 : The Royal Pauper (en)
- 1917 : Builders of Castles
- 1917 : The Half Back
- 1917 : Gallegher
- 1917 : The Lady of the Photograph
- 1917 : Cy Whittaker's Ward
- 1917 : The Courage of the Common Place